# 윌라멧 대학교
윌라멧 대학교(Willamette University)는 미국 오리건주 세일럼과 포틀랜드에 위치한 사립 리버럴 아츠 칼리지이다. 1842년에 설립된 미국 서부에서 가장 오래된 칼리지이다. 최초 교명은 오리건 인스티튜트였다. 1852년 "월라멧 대학교"(Wallamet University)로 변경되었다가 현재의 철자 "윌라멧"으로 1870년 변경되었다. 윌라멧 대학교는 19세기 후반에 태평양 북서부에 최초의 의학 대학과 법학 대학을 설립했다.
등록 학생 수는 약 2,400명이다.